# Pietro Fontana (scultore)

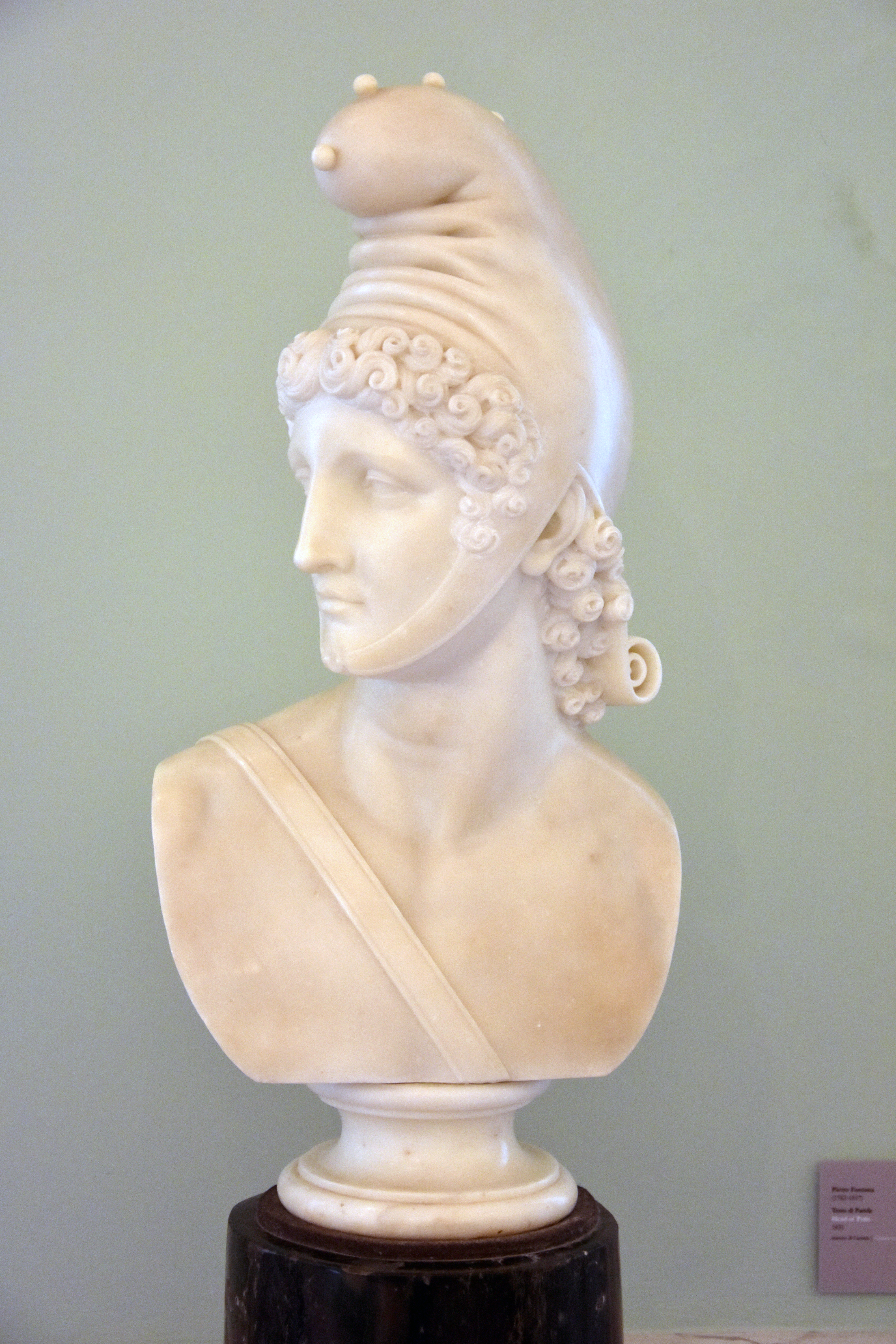
Testa di Paride, scultura conservata a Villa Carlotta a Tremezzo, (CO).

Pietro Fontana (Carrara, 7 agosto 1782 – Carrara, 17 giugno 1857) è stato uno scultore italiano.

## Biografia
Pietro Fontana nacque a Carrara il 7 agosto del 1782 da Giuseppe Antonio e Colomba Bergioladi. Studiò nell'accademia di belle arti della propria città tra il 1796 e il 1803, vincendo diversi premi. L'anno seguente andò a Milano per frequentare l'Accademia di Brera, dove vinse un premio che gli garantì  il diritto a una borsa di studio per soggiornare a Roma per quattro anni. Sì trasferì quindi nella città eterna il 7 febbraio del 1805. Allo scadere della pensione avrebbe desiderato rimanere a Roma ancora qualche anno, ma dovette rientrare a Carrara. Lavorò in gran parte dell'Italia centro-settentrionale, allora sotto il dominio napoleonico, e introdusse alla scultura anche il fratello minore Ferdinando, nato 26 dicembre  del 1791 dalle seconde nozze del padre, risposatosi con Caterina Campi. Presso la loro bottega operò anche il nipote Giovanni Giuseppe, che eseguì alcune opere in marmo destinate all'Inghilterra. Pietro ebbe due figli, Colomba, morta nel 1848 appena ventitreenne, e Giuseppe, anch'egli avviato alla scultura. Pietro Fontana morì a Carrara il 17 giugno 1857, dieci anni dopo il fratello.